# Carnisser cendrós
El carnisser cendrós (Strepera versicolor) és una espècie d'ocell de la família dels artàmids.

## Hàbitat i distribució
Habita boscos i zones amb arbres del sud d'Austràlia Occidental, Austràlia Meridional, Nova Gal·les del Sud, Victòria, extrem nord-oest de Victòria, Tasmània i illes a l'estret de Bass.